# Korozluky
Korozluky település Csehországban, a Mosti járásban. Korozluky Most, Lužice, Bečov, Skršín, Patokryje és Obrnice településekkel határos. Lakosainak száma 262 fő (2024. január 1.).

## Népesség
A település lakosságának változását az alábbi diagram mutatja:
| Lakosok száma | 426  | 483  | 501  | 468  | 215  | 174  | 205  | 203  | 223  | 262  |
|               | 1869 | 1900 | 1921 | 1961 | 1980 | 2011 | 2016 | 2019 | 2021 | 2024 |